# Open Container Initiative
Open Container Initiative (OCI) - це проект Linux Foundation зі створення відкритих стандартів віртуалізації на рівні операційної системи, особливо контейнерів Linux.. Зараз в розробці перебуває два стандарти: Runtime Specification (runtime-spec) та Image Specification (image-spec).
OCI розробляє runC, систему виконання контейнерів, яка реалізує їхні специфікації і слугує основою для інших високорівневіших інструментів.

## Зноски
1. ↑  Open Container Initiative Finds Footing In Linux Foundation - InformationWeek. InformationWeek. Архів оригіналу за 14 серпня 2020. Процитовано 24 квітня 2020.